# Landmarks of Lunacy
Landmarks of Lunacy è il secondo EP realizzato dalla indie band Klaxons. È stato pubblicato il 25 dicembre 2010 in download gratuito. Registrato nel 2008, nel periodo dopo l'uscita di Myths of the Near Future, è il frutto di tre settimane di registrazione nei Black Box Studio in Francia con James Ford, produttore del loro album di debutto. Il materiale prodotto fu messo da parte per accomodare le richieste della casa discografica di qualcosa di meno "buio" , per poi essere pubblicato dopo il secondo album Surfing the Void.

## Tracce
1. The Pale Blue Dot – 4:05
2. Silver Forest – 3:29
3. Ivy Leaves – 3:29
4. Wildeflowers – 4:03
5. Marble Fields – 7:19

## Formazione
- Jamie Reynolds: voce, basso
- James Righton: voce, tastiere, sintetizzatori
- Simon Taylor-Davis (Captain Strobe): chitarra, voce di supporto
- Steffan Halperin: batteria, voce di supporto